# Lochailort
Lochailort ist ein kleiner Ort am Nordende des Loch Ailort in den schottischen Highlands.

## Geschichte
Mittelalterliche Wölbäcker sind der älteste Nachweis einer Besiedelung in der Gegend. 1650 wird ein Gasthaus in einer Siedlung am Ende des Lochs urkundlich erwähnt. Um 1750 war der Ort groß genug, um auf einer Karte als Kinloch Hoylort angeführt zu werden. Der erste Streckenabschnitt der in den frühen 1800er-Jahren von Thomas Telford gebaut Road to the Isles (heute A830) führte durch den Ort. 1828 erwarb der pensionierte General Sir Alexander Cameron eine Jagdhütte aus dem 18. Jahrhundert vom Clan Macdonald of Clanranald, die er und seine Nachfahren in den nächsten Jahrzehnten schrittweise zum repräsentativen Inverailort House (auch Inverailort Castle) ausbauen ließen. 1872 wurde die – heute ungenutzte – katholische Kirche Our Lady of the Braes errichtet. Sie war ein Drehort im Film Local Hero. Als vor der Jahrhundertwende die Eisenbahnstrecke durch den Ort gebaut wurde, gab es im Ort eine Schule, ein Krankenhaus und Unterkünfte für 2000 Streckenarbeiter. Um das Jahr 1900 wurde der Ort von Kinlochailort auf Lochailort umbenannt. Im Mai 1940 wurden Inverailort House und andere Gebäude im Ort vom Militär requiriert und auf dem Gelände wurde ein Trainingszentrum für Spezialeinheiten eingerichtet. 1942 übernahm die Royal Navy die Einrichtung und nannte sie HMS Lochailort. Nach dem Krieg wurden die Liegenschaften wieder an die ursprünglichen Besitzer retourniert. Einige der während des Krieges errichteten Gebäude wurden in den 1950er-Jahren für katholische Jugendlager genutzt, bevor sie Anfang der 1960er an Unilever verleast wurden, um hier eine Aquakultur zu errichteten.

## Verkehr
Durch den Ort verläuft die Strecke der Eisenbahnstrecke West Highland Line die hier auch eine Bedarfshaltestelle hat. Die Straße A861 endet hier an einer Kreuzung mit der A830.

## Wirtschaft
Wirtschaftlich spielt die Lachszucht durch Mowi eine große Rolle und im kleinen Rahmen auch der Tourismus.

## Bilder

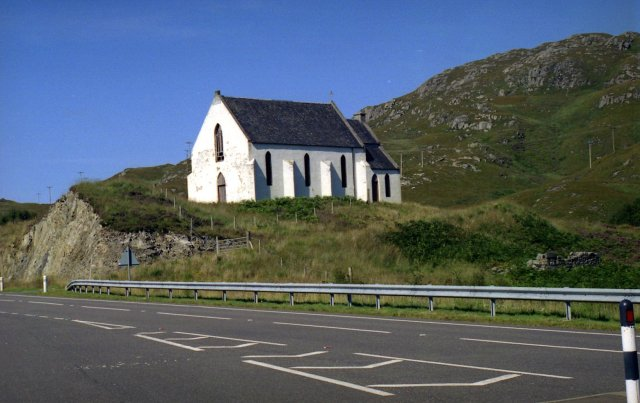
Our Lady of the Braes
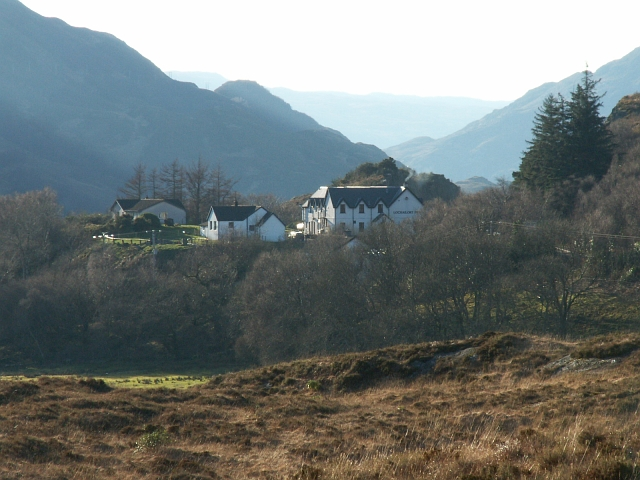
Lochailort Inn
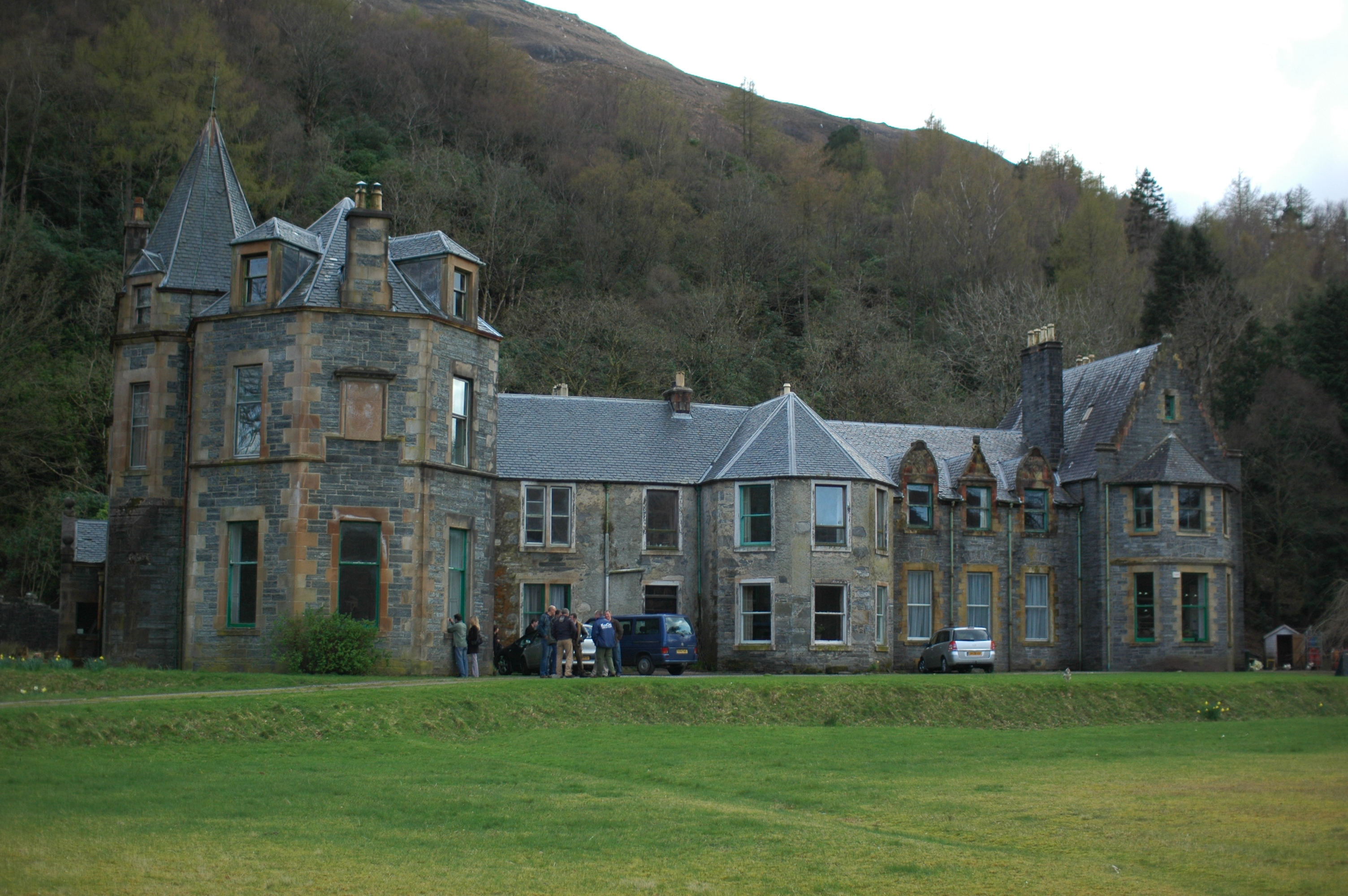
Inverailort House
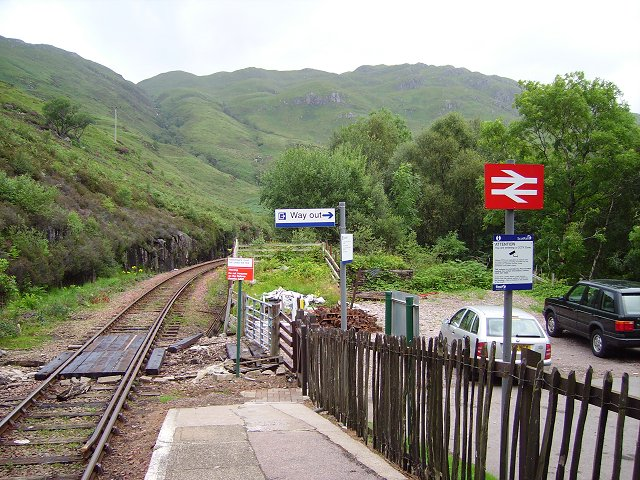
Lochailort Railway Station